# Lịch triều hiến chương loại chí
Lịch triều hiến chương loại chí (歷朝憲章類誌, nghĩa là "Phép tắc các triều đại chép theo thể phân loại") là bộ bách khoa toàn thư đầu tiên của Việt Nam, do Phan Huy Chú soạn trong 10 năm (1809-1819).

## Tác giả
Tác giả của bộ sách là Phan Huy Chú, sinh năm 1782, mất năm 1840, tên chữ là Lâm Khanh, hiệu Mai Phong, sinh ra và lớn lên ở Thăng Long. Phan Huy Chú là con của Phan Huy Ích, người xã Thu Hoạch, huyện Thiên Lộc, Nghệ An (nay là Can Lộc, thuộc Hà Tĩnh, đậu tiến sĩ và làm quan dưới thời Lê Mạt và Tây Sơn, là cháu gọi Phan Huy Ôn, tiến sĩ đời nhà Lê, là chú. Xuất thân từ gia đình khoa bảng, có truyền thống học hành, Phan Huy Chú là người rất thông minh và đọc rất nhiều sách. Tuy nhiên, ông chỉ đậu hai khoa Tú tài vào năm 1807 và năm 1819, dưới thời vua Gia Long.

## Nội dung sách
Phan Huy Chú viết Lịch triều hiến chương loại chí và dâng lên vua Minh Mạng vào năm 1821 khi ông bắt đầu làm quan ở viện Hàn Lâm. Nhận thấy tầm quan trọng của bộ sách, vua Minh Mạng đã cho khắc bản gỗ, in thành nhiều bản để phổ biến.
Lịch triều hiến chương loại chí ghi chép dữ liệu lịch sử từ thời Hồng Bàng đến Lê Mạt, gồm 49 quyển, chia làm 10 phần:
1- Địa dư chí (từ quyển 1 đến quyển 5): chép về địa lý và lịch sử địa lý Việt Nam trải qua các triều đại và phong thổ từng vùng.
2- Nhân vật chí (từ quyển 6 đến quyển 12): chép về tiểu sử và tiểu truyện của các đế vương, những bậc hiền tài, danh tướng, danh nho, những người tiết nghĩa của Việt Nam.
3- Quan chức chí (từ quyển 13 đến quyển 19): chép về danh hiệu, chức vụ, phẩm tước, lương bổng và cách tuyển cử quan lại dưới các triều đại.
4- Lễ nghi chí (từ quyển 20 đến quyển 25): chép về các điển lễ thuộc về triều nghi, tế tự, tông miếu, khánh hạ, quốc tang, tấn tôn, sách phong.
5- Khoa mục chí (từ quyển 26 đến quyển 28): chép về phép tắc các chương trình thi cử (thi Hương, thi Hội, thi Đình).
6- Quốc dụng chí (từ quyển 29 đến quyển 32): chép về các phép dinh điền (hộ khẩu), các ngạch thuế, các phép thu thuế, chế độ ruộng đất, tiền tệ.
7- Hình luật chí (từ quyển 33 đến quyển 38): chép về luật lệ và hình phạt.
8- Binh chế chí (từ quyển 39 đến quyển 41): chép về việc tuyển lính, cách luyện tập, cách tổ chức quân đội.
9- Văn tịch chí (từ quyển 42 đến quyển 45): chép về sách vở do người Việt sáng tác, trải qua các triều đại.
10- Bang giao chí (từ quyển 45 đến quyển 49): chép về việc bang giao các đời, nghi lễ đón tiếp sứ thần các nước.

## Xuất bản

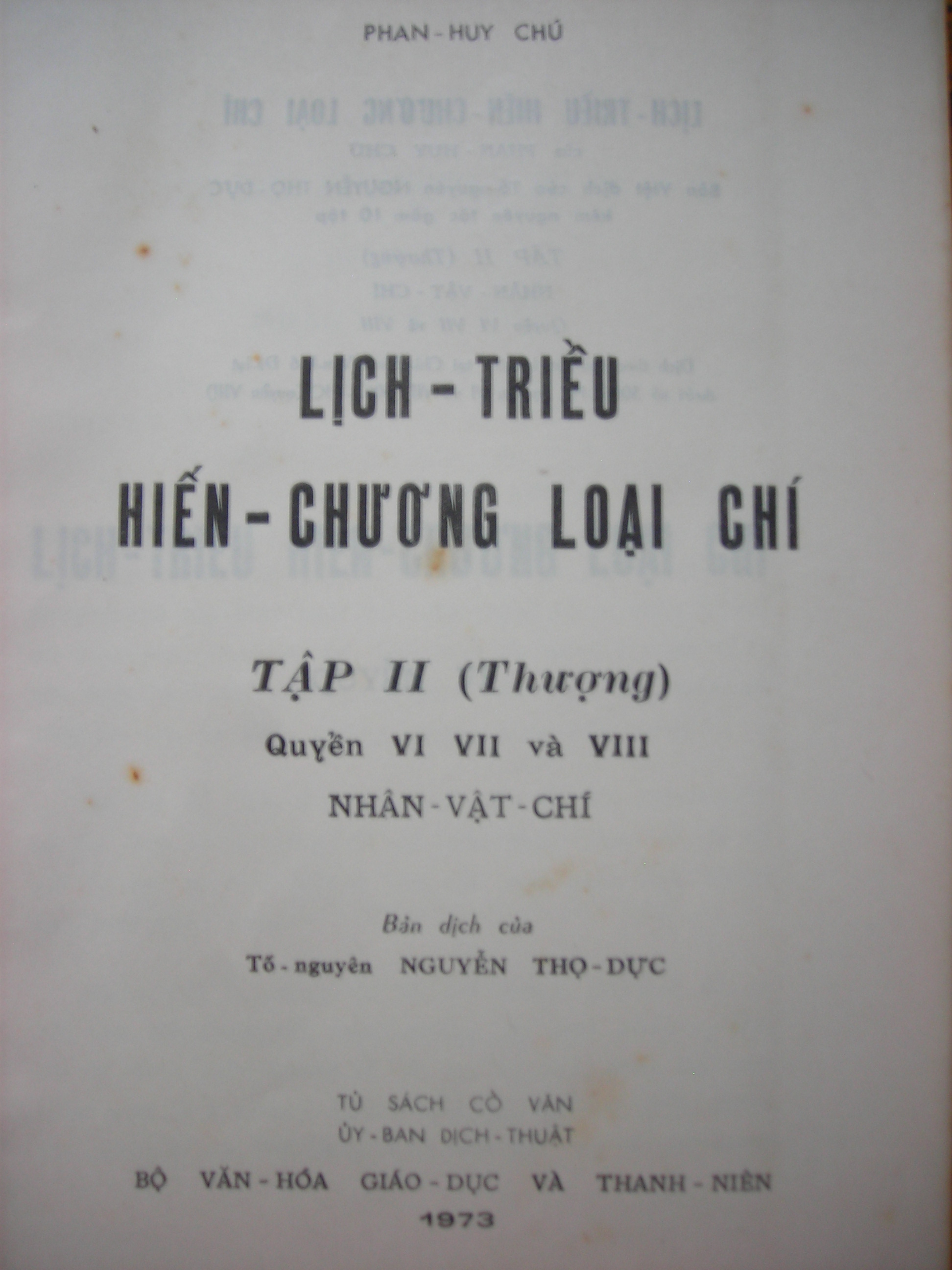
Lịch triều hiến chương 1973

Lịch triều hiến chương loại chí được xuất bản lần đầu ở miền Bắc vào năm 1960, gồm 4 tập. Tái bản năm 1962, năm 1992, gồm 3 tập: tập 1 do các tác giả Ngô Hữu Tạo, Nguyễn Mạnh Duân và Phan Huy Giu dịch; Nguyễn Đổng Chi và Đào Duy Anh hiệu đính; tập 2 do Trần Huy Hân, Đỗ Mộng Khương và Trịnh Đình Rư dịch, Đào Duy Anh hiệu đính; tập 3 do Phan Huy Giu, Nguyễn Trọng Hân và Trần Huy Hân dịch, Đào Duy Anh hiệu đính. Lần tái bản gần đây nhất là năm 2007, Nhà xuất bản Giáo dục gồm 2 tập.

Tại Sài Gòn: xuất bản năm 1971, 1972 (Phủ Quốc Vụ khanh đặc trách văn hóa) và 1973 (Bộ Văn hóa Giáo dục và Thanh niên), bản dịch của Tố Nguyên Nguyễn Thọ Dực, Trưởng ban Cổ văn Ủy ban Dịch thuật.

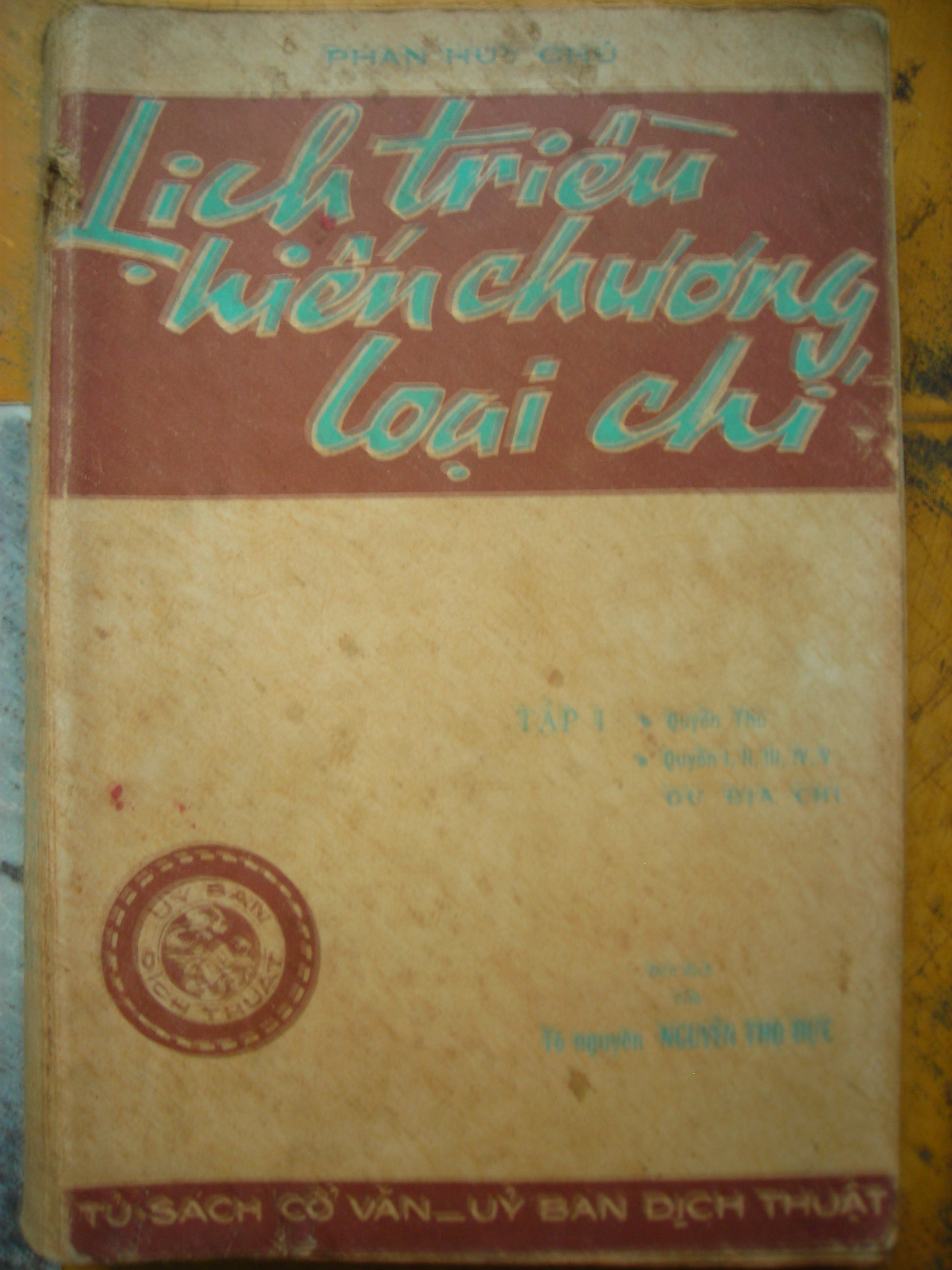
Lịch triều hiến chương (bìa 1972)

## Nhận xét
Dương Quảng Hàm, trong quyển Việt Nam Văn học Sử yếu, đã nhận xét:
"Bộ ấy đã thu thập một cách có phương pháp các tài liệu ở các sách vở cũ về hiến chương, chế độ của nước ta trước đời Nguyễn, rất tiện cho việc kê cứu. Ta có thể lấy bộ ấy làm gốc mà tham khảo thêm ở các sách sử ký, địa chí, điển lệ của ta để biết được văn hóa cổ thời của nước ta. Bởi thế gần đây các nhà bác học người Pháp, người Nam cũng theo đấy để khảo cứu về chế độ văn chương nước ta. Xem đó thì biết bộ ấy là một bộ sách có giá trị đặc biệt vậy..." 
Nhà nghiên cứu lịch sử Việt Nam G.P.Muraseva đánh giá: "Lịch triều hiến chương loại chí là một bộ sách xứng đáng được gọi là bộ bách khoa toàn thư về cuộc sống Việt Nam. Công trình này thực tế không có công trình nào sánh nổi về bề rộng của phạm vi các vấn đề trong khoa lịch sử sử học Việt Nam thời phong kiến".
"Mười bộ môn trong công trình của Phan Huy Chú là 10 lĩnh vực khoa học riêng. Nếu chia theo ngành khoa học, có thể thấy tập trung ở Phan Huy Chú: nhà sử học, nhà địa lý học, nhà nghiên cứu pháp luật, nhà nghiên cứu kinh tế, nhà nghiên cứu giáo dục, nhà nghiên cứu quân sự, nhà thư tịch học, nhà phê bình văn học, nhà nghiên cứu văn hóa, sử. Lĩnh vực nào Phan Huy Chú cũng tỏ ra uyên bác và có những quan điểm sâu sắc. Với sự phân loại, hệ thống hóa từng bộ môn như thế, Lịch triều hiến chương loại chí đánh dấu một bước phát triển cao của thành tựu khoa học Việt Nam hồi đầu thế kỷ 19... Qua Lịch triều hiến chương loại chí, chúng ta thấy Phan Huy Chú là một nhà bác học có lòng yêu nước thiết tha, có một ý thức dân tộc mạnh mẽ."